# Temporada 2019-2020 del Club Joventut Badalona
La temporada 2019-2020 és la 81a temporada en actiu del Club Joventut Badalona des que va començar a competir de manera oficial. La Penya disputa la seva 64a temporada a la màxima categoria del bàsquet espanyol i torna a participar novament a l'Eurocup.

## Plantilla
Els tres fitxatges de la temporada són Alen Omić provinent del Pallacanestro Olimpia Milano, Nikos Zisis, del Brose Bamberg alemany, i Kerem Kanter, del KK Alytaus Dzūkija de la lliga lituana. També arriba Klemen Prepelič, cedit pel Reial Madrid. La plantilla es completa amb l'ascens de dos jugadors del planter: Joel Parra i Pep Busquets. A la banqueta la única variació és l'arribada de Trifón Poch per substituir Jaka Lakovič.
Amb la temporada ja iniciada el club es reforça amb tres jugadors. El primer de novembre es fitxa Perrin Buford per cobrir la baixa del lesionat Shawn Dawson, a començaments del mes de gener arriba Oliver Stević, degut a les constants recaigudes de Simon Birgander, i el 30 del mateix mes ho fa Tony Wroten, exjugador de l'NBA, per cobrir la marxa de Nikos Zisis.

### Primer equip
| Club Joventut Badalona: Plantilla 2019-20 |                      |            |      |                                  |                            |
| #                                         | Jugador              | Pos.       | A.p  | Club de procedència              | Temporades al primer equip |
| 0                                         | Nenad Dimitrijevic   | Base       | 1.90 | Joventut Badalona - Bàsquet Base | 4                          |
| 4                                         | Joel Parra           | Aler pivot | 2.01 | Joventut Badalona - Bàsquet Base | 1                          |
| 6                                         | Xabi López-Arostegui | Aler       | 2.00 | Joventut Badalona - Bàsquet Base | 5                          |
| 9                                         | Conor Morgan         | Aler pivot | 2.06 | Southland Sharks                 | 2                          |
| 10                                        | Klemen Prepelič      | Escorta    | 1.92 | Real Madrid (cessió)             | 1                          |
| 11                                        | Kerem Kanter         | Aler pivot | 2.06 | Dzukija Alytus                   | 1                          |
| 14                                        | Albert Ventura (C)   | Escorta    | 1.91 | Joventut Badalona - Bàsquet Base | 10                         |
| 23                                        | Alen Omić            | Pivot      | 2.16 | AX Armani Exchange Olimpia Milan | 1                          |
| 41                                        | Oliver Stević        | Pivot      | 2.05 | San Pablo Burgos                 | 1                          |

### Equip tècnic
| Club Joventut Badalona: Equip tècnic 2019-20 |                      |
| Nom                                          | Funció               |
| Carles Duran                                 | Entrenador           |
| Trifón Poch                                  | Entrenador assistent |
| Pau del Tio                                  | Entrenador assistent |
| Adrià Delgado                                | Delegat              |
| Dani Moreno                                  | Preparador físic     |
| Albert Caballero                             | Fisioterapeuta       |
| Kevin Stirling                               | Fisioterapeuta       |

### Jugadors vinculats
| Club Joventut Badalona: Jugadors vinculats 2019-20 |               |            |      |                                  |
| #                                                  | Jugador       | Pos.       | A.   | Participacions                   |
| 3                                                  | Pep Busquets  | Escorta    | 1.97 | 10 partits ACB                   |
| 13                                                 | Arnau Parrado | Aler pivot | 2.04 | 4 partits (2 ACB + 2 Eurocup)    |
| 32                                                 | Arturs Zagars | Base       | 1.90 | 36 partits (26 ACB + 10 Eurocup) |

- El nom del jugador en negreta indica que el jugador ha passat pel Bàsquet Base
- El fons verd indica que el jugador s'ha incorporat aquesta temporada

### Baixes
A començaments del mes de juny, pocs dies després de terminar la temporada anterior, el rathiopharm Ulm alemany anuncia la contractació del fins aleshores segon entrenador de l'equip Jaka Lakovič. Thaddus McFadden és el primer jugador en deixar el club, en ser contractat pel Wuhan Dangdai de la NBL xinesa. Nicolás Laprovittola fitxa pel Reial Madrid deixant una quantitat propera als 300.000 euros a canvi que el club no l'inclogui en el tempteig. Nobel Boungou Colo va ser contractat pel Paris Basketball de la Pro B francesa. Marcos Delía no continua i fitxa pel Fuerza Regia de Monterrey, de la lliga mexicana, i Marko Todorović marxa a la lliga xinesa. Nogués arriba a un acord amb el club per rescindir l'any que li quedava de contracte i fitxa pel Breogán.
A finals del mes d'octubre Shawn Dawson es lesiona del tendó d'Aquil·les just en el partit en el que reapareixia després de molts mesos de baixa degut a una lesió de genoll, i es preveu que no tornarà a jugar cap altre partit d'aquesta temporada. A començaments de novembre Pep Busquets és cedit a l'HLA Alicante de LEB Or. En el mes de gener Birgander rep la baixa per al que resta de temporada, i Nikos Zisis es deslliga del club per acabar la seva carrera esportiva a l'AEK.

#### Baixes a l'inici de temporada
| Baixes a l'inici de temporada |                      |                           |
| Jugador                       | Pos.                 | Destí                     |
| Jaka Lakovič                  | Entrenador assistent | rathiopharm Ulm           |
| Thaddus McFadden              | Base                 | Wuhan Dangdai             |
| Nicolás Laprovittola          | Base                 | Real Madrid               |
| Nobel Boungou Colo            | Aler                 | Paris Basketball          |
| Marcos Delía                  | Pivot                | Fuerza Regia de Monterrey |
| Marko Todorović               | Pivot                | Tiajin Pioneers           |
| José Nogués                   | Aler                 | Leche Río Breogán         |

#### Baixes durant la temporada
| Baixes durant la temporada |            |                       |
| Jugador                    | Pos.       | Destí                 |
| Shawn Dawson               | Aler       | Baixa per lesió       |
| Pep Busquets               | Aler pivot | HLA Alicante (cessió) |
| Simon Birgander            | Pivot      | Baixa per lesió       |
| Nikos Zisis                | Base       | AEK                   |
| Perrin Buford              | Aler       | Gaziantep Basketbol   |
| Tony Wroten                | Base       |                       |
| Luke Harangody             | Aler pivot |                       |

## Competicions

### Lliga Catalana
A la Lliga Catalana, el Joventut cau a semifinals davant el Barça per 85 a 87 en un partit celebrat el 9 de setembre a l'Olímpic de Badalona.

#### Quadre
|  | Semifinals        | Semifinals |    |  | Final            | Final |  |
|  |                   |            |    |  |                  |       |  |
|  | 9 de setembre     |            |    |  |                  |       |  |
|  | MoraBanc Andorra  | 67         |    |  |                  |       |  |
|  | BAXI Manresa      | 64         |    |  |                  |       |  |
|  |                   |            |    |  |                  |       |  |
|  |                   |            |    |  | 11 de setembre   |       |  |
|  |                   |            |    |  | MoraBanc Andorra | 92    |  |
|  |                   | Barça      | 93 |  |                  |       |  |
|  |                   |            |    |  |                  |       |  |
|  |                   |            |    |  |                  |       |  |
|  |                   |            |    |  |                  |       |  |
|  |                   |            |    |  |                  |       |  |
|  | Joventut Badalona | 85         |    |  |                  |       |  |
|  | Barça             | 87         |    |  |                  |       |  |

#### Partits
| 9 de setembre de 2020   | Joventut Badalona                                              | '85–87'                                        | Barça                                                     | Badalona                                                                                                |  |
| 18:30 (CEST) Semifinals | Puntuació per quart: 21-21, 25-29, 30-21, 9-16                 | Puntuació per quart: 21-21, 25-29, 30-21, 9-16 | Puntuació per quart: 21-21, 25-29, 30-21, 9-16            | |  |
|                         | Pts: Prepelič 19 Rebs: Kanter 5 Asts: Zisis 7 Val: Prepelič 18 | Informe                                        | Pts: Kuric 18 Rebs: Abrines 7 Asts: Hanga 4 Val: Kuric 22 | Palau Municipal d'Esports de Badalona Àrbitres: José Antonio Martín Bertrán, Óscar Perea, Alberto Baena |  |

### Lliga ACB
Degut a la situació de pandèmia per la COVID-19 en el mes de març s'atura el campionat de lliga i la fase regular ja no es reprendrà. Per finalitzar la competició s'organitza una fase final amb els 12 primers equips fins al moment de l'aturada. La Penya va jugar 5 partits, dels quals va guanyar 2 (contra Retabet Bilbao Basket i contra el Kirolbet Baskonia), li va faltar 1 partit per a poder-se classificar per a les semifinals de aquesta temporada.

#### Classificació final
| Posició | Equip                  | J  | V  | D  | PTS+ | PTS- | +/-  |
| ------- | ---------------------- | -- | -- | -- | ---- | ---- | ---- |
| 10      | San Pablo Burgos       | 23 | 12 | 11 | 1840 | 1874 | -34  |
| 11      | Herbalife Gran Canaria | 22 | 11 | 11 | 1775 | 1787 | -12  |
| 12      | Joventut Badalona      | 23 | 9  | 14 | 1936 | 2020 | -84  |
| 13      | BAXI Manresa           | 23 | 9  | 14 | 1843 | 1937 | -94  |
| 14      | Monbus Obradoiro       | 23 | 9  | 14 | 1832 | 1972 | -140 |

#### Evolució de la classificació
| Jornada  | 1  | 2  | 3  | 4  | 5  | 6  | 7  | 8 | 9 | 10 | 11 | 12 | 13 | 14 | 15 | 16 | 17 | 18 | 19 | 20 | 21 | 22 | 23 |
| -------- | -- | -- | -- | -- | -- | -- | -- | - | - | -- | -- | -- | -- | -- | -- | -- | -- | -- | -- | -- | -- | -- | -- |
| Estadi   | L  | V  | L  | V  | L  | V  | L  | V | L | V  | L  | V  | L  | L  | V  | L  | V  | V  | L  | V  | L  | V  | L  |
| Resultat | P  | P  | P  | P  | G  | G  | G  | G | G | G  | G  | P  | P  | P  | P  | G  | P  | P  | P  | G  | P  | P  | P  |
| Posició  | 16 | 17 | 18 | 18 | 17 | 14 | 10 | 8 | 8 | 6  | 5  | 5  | 8  | 8  | 12 | 10 | 12 | 11 | 12 | 12 | 12 | 12 | 12 |

- Font: Temporada 2019-2020 del Club Joventut Badalona#Competicions
- Estadi: L=Local; V=Visitant
- Resultat: G=Guanyat; P=Perdut

El fons verd a la fila Posició indica si la posició a la classificació dona accés a la Fase Excepcional.

#### Classificació final - Fase excepcional
| Posició | Equip              | J | V | D | PTS+ | PTS- | +/- |
| ------- | ------------------ | - | - | - | ---- | ---- | --- |
| 1       | Barça              | 5 | 4 | 1 | 432  | 400  | 32  |
| 2       | Kirolbet Baskonia  | 5 | 3 | 2 | 402  | 379  | 23  |
| 3       | Unicaja            | 5 | 3 | 2 | 418  | 395  | 23  |
| 4       | Iberostar Tenerife | 5 | 2 | 3 | 381  | 406  | -24 |
| 5       | Joventut Badalona  | 5 | 2 | 3 | 423  | 429  | -6  |
| 6       | RETAbet Bilbao     | 5 | 1 | 4 | 359  | 406  | -47 |

#### Evolució de la classificació - Fase excepcional
| Jornada  | 1 | 2 | 3 | 4 | 5 |
| -------- | - | - | - | - | - |
| Estadi   | V | V | L | V | L |
| Resultat | P | G | P | P | G |
| Posició  | 4 | 3 | 4 | 4 | 5 |

- Font: Temporada 2019-2020 del Club Joventut Badalona#Competicions
- Estadi: L=Local; V=Visitant
- Resultat: G=Guanyat; P=Perdut

El fons verd a la fila Posició indica si la posició a la classificació dona accés a semifinals de la Fase Excepcional.

#### Partits

##### Primer volta
| 27 de setembre de 2019 | Joventut Badalona                                                          | '69–88'                                         | Real Madrid                                                                               | Badalona |  |
| 21:30 (CEST) Jornada 1 | Puntuació per quart: 22–23, 14–18, 13–24, 20–23                            | Puntuació per quart: 22–23, 14–18, 13–24, 20–23 | Puntuació per quart: 22–23, 14–18, 13–24, 20–23                                           | |  |
|                        | Pts: Prepelič 19 Rebs: Omic 11 Asts: Prepelič 5, Zisis 5 Val: Harangody 18 | Informe                                         | Pts: Carroll 17 Rebs: Tavares 7 Asts: Campazzo 3, Laprovittola 3, Llull 3 Val: Carroll 15 | Palau Municipal d'Esports de Badalona Espectadors: 7.024 assistents Àrbitres: Benjamín Jiménez, Martín Caballero, Alberto Baena |  |

| 29 de setembre de 2019 | Coosur Real Betis                                                          | '95'–88                                         | Joventut Badalona                                                | Sevilla |  |
| 17:00 (CEST) Jornada 2 | Puntuació per quart: 23-23, 20-21, 27-15, 25–29                            | Puntuació per quart: 23-23, 20-21, 27-15, 25–29 | Puntuació per quart: 23-23, 20-21, 27-15, 25–29                  | |  |
|                        | Pts: Whittington 20 Rebs: Whittington 8 Asts: Oliver 5 Val: Whittington 24 | Informe                                         | Pts: Prepelič 35 Rebs: Omic 13 Asts: Prepelič 6 Val: Prepelič 31 | Palacio Municipal de Deportes San Pablo Espectadors: 3.722 assistents Àrbitres: Óscar Perea, Daniel Hierrezuelo, Esperanza Mendoza |  |

| 5 d'octubre de 2019    | Joventut Badalona                                                 | '64–87'                                         | San Pablo Burgos                                          | Badalona |  |
| 20:30 (CEST) Jornada 3 | Puntuació per quart: 19–23, 18–15, 26–17, 11–27                   | Puntuació per quart: 19–23, 18–15, 26–17, 11–27 | Puntuació per quart: 19–23, 18–15, 26–17, 11–27           | |  |
|                        | Pts: Prepelič 21 Rebs: Harangody 9 Asts: Zisis 5 Val: Prepelič 22 | Informe                                         | Pts: Clark 20 Rebs: Clark 12 Asts: Bassas 6 Val: Clark 30 | Palau Municipal d'Esports de Badalona Espectadors: 3.912 assistents Àrbitres: Carlos Cortés, Alberto Sánchez, Alfonso Olivares |  |

| 12 d'octubre de 2019   | Unicaja Málaga                                                               | '77'–65                                        | Joventut Badalona                                             | Màlaga |  |
| 20:30 (CEST) Jornada 4 | Puntuació per quart: 23–24, 9-12, 21–17, 24–12                               | Puntuació per quart: 23–24, 9-12, 21–17, 24–12 | Puntuació per quart: 23–24, 9-12, 21–17, 24–12                | |  |
|                        | Pts: Adams 21 Rebs: Elegar 9 Asts: Fernández 3, Díaz 3, Ejim 3 Val: Adams 19 | Informe                                        | Pts: Prepelič 20 Rebs: Omic 12 Asts: Zisis 5 Val: Prepelič 19 | José María Martín Carpena Espectadors: 7.150 assistents Àrbitres: Emilio Pérez, Yasmina Alcaraz, Javier Torres |  |

| 19 d'octubre de 9020   | Joventut Badalona                                               | '78'–76                                         | Movistar Estudiantes                                          | Badalona |  |
| 20:30 (CEST) Jornada 5 | Puntuació per quart: 17–18, 17–25, 28–15, 16–18                 | Puntuació per quart: 17–18, 17–25, 28–15, 16–18 | Puntuació per quart: 17–18, 17–25, 28–15, 16–18               | |  |
|                        | Pts: Prepelič 24 Rebs: Harangody 9 Asts: Zisis 11 Val: Zisis 25 | Informe                                         | Pts: Kadji 19 Rebs: Arteaga 9 Asts: Pressey 7 Val: Pressey 23 | Palau Municipal d'Esports de Badalona Espectadors: 4130 assistents Àrbitres: Vicente Bultó, Juan Carlos García, Vicente Martínez |  |

| 26 d'octubre de 2019   | Herbalife Gran Canaria                                    | '68–79'                                         | Joventut Badalona                                                             | Las Palmas de Gran Canaria                                                                             |  |
| 18:00 (CEST) Jornada 6 | Puntuació per quart: 14–24, 24-14, 16-20, 14-21           | Puntuació per quart: 14–24, 24-14, 16-20, 14-21 | Puntuació per quart: 14–24, 24-14, 16-20, 14-21                               | |  |
|                        | Pts: Beirán 24 Rebs: Beirán 9 Asts: Cook 5 Val: Beirán 26 | Informe                                         | Pts: Omic 16 Rebs: Omic 8 Asts: Prepelič 4 Val: Dimitrijevic 15, Harangody 15 | Gran Canaria Arena Espectadors: 5838 assistents Àrbitres: Antonio Conde, Jorge Martínez, David Sánchez |  |

| 3 de novembre de 2019  | Joventut Badalona                                                        | '101'–77                                        | Monbus Obradoiro                                           | Badalona |  |
| 12:30 (CEST) Jornada 7 | Puntuació per quart: 19–18, 26–20, 29–19, 27–20                          | Puntuació per quart: 19–18, 26–20, 29–19, 27–20 | Puntuació per quart: 19–18, 26–20, 29–19, 27–20            | |  |
|                        | Pts: Prepelič 19 Rebs: Omic 11 Asts: Dimitrijevic 8 Val: Dimitrijevic 20 | Informe                                         | Pts: Kravic 24 Rebs: Kravic 9 Asts: Pozas 5 Val: Kravic 30 | Palau Municipal d'Esports de Badalona Espectadors: 4122 assistents Àrbitres: Carlos Merino, Francisco Araña, Carlos Peruga |  |

| 10 de novembre de 2019 | Casademont Zaragoza                                         | '90–92'                                         | Joventut Badalona                                            | Saragossa |  |
| 17:00 (CEST) Jornada 8 | Puntuació per quart: 19-24, 21-23, 21-22, 29-23             | Puntuació per quart: 19-24, 21-23, 21-22, 29-23 | Puntuació per quart: 19-24, 21-23, 21-22, 29-23              | |  |
|                        | Pts: Seeley 21 Rebs: Seeley 6 Asts: Seeley 6 Val: Seeley 30 | Informe                                         | Pts: Prepelič 23 Rebs: Omic 8 Asts: Zisis 9 Val: Prepelič 20 | Pabellón Principe Felipe Espectadors: 9512 assistents Àrbitres: Jordi Aliaga, Martín Caballero, Esperanza Mendoza |  |

| 16 de novembre de 2019 | Joventut Badalona                                                 | '77'–73                                         | Iberostar Tenerife                                                    | Badalona |  |
| 20:30 (CEST) Jornada 9 | Puntuació per quart: 21-10, 18-16, 24-20, 14-27                   | Puntuació per quart: 21-10, 18-16, 24-20, 14-27 | Puntuació per quart: 21-10, 18-16, 24-20, 14-27                       | |  |
|                        | Pts: Prepelič 18 Rebs: Harangody 8 Asts: Zisis 6 Val: Prepelič 18 | Informe                                         | Pts: Shermadini 20 Rebs: Huertas 6 Asts: Huertas 5 Val: Shermadini 18 | Palau Municipal d'Esports de Badalona Espectadors: 5044 assistents Àrbitres: Fernando Calatrava, Jacobo Rial, Rafael Serrano |  |

| 23 de novembre de 2019  | Montakit Fuenlabrada                                                 | '95–98'                                         | Joventut Badalona                                                   | Fuenlabrada                                                                                               |  |
| 18:00 (CEST) Jornada 10 | Puntuació per quart: 21-24, 25-29, 22-24, 27-21                      | Puntuació per quart: 21-24, 25-29, 22-24, 27-21 | Puntuació per quart: 21-24, 25-29, 22-24, 27-21                     | |  |
|                         | Pts: Urtasun 19 Rebs: Mockevicius 7 Asts: Urtasun 10 Val: Urtasun 22 | Informe                                         | Pts: Prepelič 29 Rebs: Harangody 6 Asts: Zisis 610 Val: Prepelič 26 | Pabellón Fernando Martín Espectadors: 5174 assistents Àrbitres: Roberto Lucas, Vicente Bultó, Ángel Pérez |  |

| 1 de desembre de 2019   | Joventut Badalona                                                   | '97'–86                                         | RETAbet Bilbao                                                       | Badalona |  |
| 17:00 (CEST) Jornada 11 | Puntuació per quart: 19-21, 19-19, 26-22, 33-24                     | Puntuació per quart: 19-21, 19-19, 26-22, 33-24 | Puntuació per quart: 19-21, 19-19, 26-22, 33-24                      | |  |
|                         | Pts: Prepelič 19 Rebs: Omic 7 Asts: Zisis 7 Val: López-Arostegui 25 | Informe                                         | Pts: Bouteille 23 Rebs: Balvin 8 Asts: Schreiner 4 Val: Bouteille 19 | Palau Municipal d'Esports de Badalona Espectadors: 6449 assistents Àrbitres: Rubén Sánchez, Jorge Martínez, Jordi Aliaga |  |

| 8 de desembre de 2019   | Kirolbet Baskonia                                                   | '87'–86                                        | Joventut Badalona                                                 | Gasteiz |  |
| 17:00 (CEST) Jornada 12 | Puntuació per quart: 25-9, 19-26, 22-18, 21-33                      | Puntuació per quart: 25-9, 19-26, 22-18, 21-33 | Puntuació per quart: 25-9, 19-26, 22-18, 21-33                    | |  |
|                         | Pts: Shengelia 19 Rebs: Shengelia 8 Asts: Henry 6 Val: Shengelia 30 | Informe                                        | Pts: Prepelič 20 Rebs: Morgan 6 Asts: Prepelič 5 Val: Prepelič 22 | Fernando Buesa Arena Espectadors: 8532 assistents Àrbitres: Cristóbal Sánchez, Emilio Pérez, Juan de Dios Oyón |  |

| 14 de desembre de 2019  | Joventut Badalona                                                        | '104–106'                                                           | BAXI Manresa                                                        | Badalona |  |
| 20:30 (CEST) Jornada 13 | Puntuació per quart: 21-22, 27-15, 22-31, 21-23, Temps extra: 13-15      | Puntuació per quart: 21-22, 27-15, 22-31, 21-23, Temps extra: 13-15 | Puntuació per quart: 21-22, 27-15, 22-31, 21-23, Temps extra: 13-15 | |  |
|                         | Pts: Prepelič 29 Rebs: Omic 15 Asts: Ventura 4, Zisis 4 Val: Prepelič 27 | Informe                                                             | Pts: Toolson 30 Rebs: Kravish 10 Asts: Pérez 10 Val: Toolson 32     | Palau Municipal d'Esports de Badalona Espectadors: 4480 assistents Àrbitres: Juan Carlos García, Alberto Sánchez, Joaquín García |  |

| 22 de desembre de 2019  | Joventut Badalona                                         | '80–95'                                         | Barça                                                        | Badalona |  |
| 18:30 (CEST) Jornada 14 | Puntuació per quart: 14-21, 26-25, 20-29, 20-20           | Puntuació per quart: 14-21, 26-25, 20-29, 20-20 | Puntuació per quart: 14-21, 26-25, 20-29, 20-20              | |  |
|                         | Pts: Morgan 18 Rebs: Omic 9 Asts: Zisis 10 Val: Morgan 19 | Informe                                         | Pts: Mirotic 23 Rebs: Tomic 11 Asts: Hanga 6 Val: Mirotic 31 | Palau Municipal d'Esports de Badalona Espectadors: 9328 assistents Àrbitres: Arnau Padrós, José Antonio Martín, Vicente Bultó |  |

| 29 de desembre de 2019  | MoraBanc Andorra                                                | '90'–76                                         | Joventut Badalona                                         | Andorra la Vella                                                                                                 |  |
| 17:00 (CEST) Jornada 15 | Puntuació per quart: 22-16, 21-22, 16-15, 31-23                 | Puntuació per quart: 22-16, 21-22, 16-15, 31-23 | Puntuació per quart: 22-16, 21-22, 16-15, 31-23           | |  |
|                         | Pts: Jelinek 23 Rebs: Todorovic 9 Asts: Hannah 8 Val: Hannah 21 | Informe                                         | Pts: Prepelič 22 Rebs: Omic 13 Asts: Zisis 6 Val: Omic 26 | Poliesportiu d'Andorra Espectadors: 4523 assistents Àrbitres: Roberto Lucas, Carlos Cortés, Luis Miguel Castillo |  |

| 5 de gener de 2020      | Joventut Badalona                                             | '104'–93                                        | UCAM Murcia CB                                                                       | Badalona |  |
| 12:30 (CEST) Jornada 16 | Puntuació per quart: 20-24, 34-22, 20-21, 30-26               | Puntuació per quart: 20-24, 34-22, 20-21, 30-26 | Puntuació per quart: 20-24, 34-22, 20-21, 30-26                                      | |  |
|                         | Pts: Prepelič 31 Rebs: Harangody 8 Asts: Zisis 6 Val: Omic 33 | Informe                                         | Pts: Eddie 34 Rebs: Luz 4, Booker 4, Tumba 4 Asts: Booker 4 Val: Eddie 31, Booker 31 | Palau Municipal d'Esports de Badalona Espectadors: 6624 assistents Àrbitres: José Ramón García, Daniel Hierrezuelo, Alberto Baena |  |

| 12 de gener de 2020     | Valencia Basket Club                                                    | '100'–70                                        | Joventut Badalona                                                                     | València |  |
| 17:00 (CEST) Jornada 17 | Puntuació per quart: 21-16, 27-21, 26-15, 26-18                         | Puntuació per quart: 21-16, 27-21, 26-15, 26-18 | Puntuació per quart: 21-16, 27-21, 26-15, 26-18                                       | |  |
|                         | Pts: Labeyrie 13 Rebs: Doornekamp 6 Asts: Van Rossom 6 Val: Labeyrie 16 | Informe                                         | Pts: Kanter 14 Rebs: López-Arostegui 4, Kanter 4, Omic 4 Asts: Zisis 4 Val: Kanter 14 | Pavelló Font de Sant Lluís Espectadors: 7290 assistents Àrbitres: Miguel Ángel Pérez, Juan de Dios Oyón, Raúl Zamorano |  |

##### Segona volta
| 18 de gener de 2020     | San Pablo Burgos                                            | '92'–89                                         | Joventut Badalona                                                               | Burgos                                                                                             |  |
| 20:30 (CEST) Jornada 19 | Puntuació per quart: 24-23, 18-21, 18-18, 32-27             | Puntuació per quart: 24-23, 18-21, 18-18, 32-27 | Puntuació per quart: 24-23, 18-21, 18-18, 32-27                                 | |  |
|                         | Pts: Rivero 15 Rebs: Rivero 7 Asts: Bassas 9 Val: Rivero 28 | Informe                                         | Pts: Prepelič 34 Rebs: Ventura 6, Omic 6 Asts: Dimitrijevic 10 Val: Prepelič 33 | Coliseum Burgos Espectadors: 9583 assistents Àrbitres: Emilio Pérez, Francisco Araña, Arnau Padrós |  |

| 25 de gener de 2020     | Joventut Badalona                                               | '72–93'                                         | Casademont Zaragoza                                                       | Badalona |  |
| 13:00 (CEST) Jornada 19 | Puntuació per quart: 19-22, 22-21, 18-30, 13-20                 | Puntuació per quart: 19-22, 22-21, 18-30, 13-20 | Puntuació per quart: 19-22, 22-21, 18-30, 13-20                           | |  |
|                         | Pts: Prepelič 24 Rebs: Omic 10 Asts: Ventura 4 Val: Prepelič 20 | Informe                                         | Pts: Radovic 29 Rebs: Brussino 10 Asts: Alocén 6, Ennis 6 Val: Radovic 32 | Palau Municipal d'Esports de Badalona Espectadors: 4566 assistents Àrbitres: Luis Miguel Castillo, Sergio Manuel, Joaquín García |  |

| 2 de febrer de 2020     | Real Madrid                                                                        | '83–86'                                         | Joventut Badalona                                                         | Madrid |  |
| 20:45 (CEST) Jornada 20 | Puntuació per quart: 17-10, 25-24, 28-27, 13-25                                    | Puntuació per quart: 17-10, 25-24, 28-27, 13-25 | Puntuació per quart: 17-10, 25-24, 28-27, 13-25                           | |  |
|                         | Pts: Carroll 15 Rebs: Mickey 10 Asts: Laprovittola 4, Deck 4, Llull 4 Val: Deck 21 | Informe                                         | Pts: Prepelič 22 Rebs: López-Arostegui 10 Asts: Wroten 5 Val: Prepelič 22 | Palau d'Esports de la CCAA de Madrid Espectadors: 8224 assistents Àrbitres: Óscar Perea, Javier Torres, Iyán González |  |

| 9 de febrer de 2020     | Joventut Badalona                                                       | '79–81'                                         | Montakit Fuenlabrada                                                         | Badalona |  |
| 17:00 (CEST) Jornada 21 | Puntuació per quart: 16-19, 19-25, 18-18, 26-19                         | Puntuació per quart: 16-19, 19-25, 18-18, 26-19 | Puntuació per quart: 16-19, 19-25, 18-18, 26-19                              | |  |
|                         | Pts: Harangody 18 Rebs: Kanter 7 Asts: Dimitrijevic 7 Val: Harangody 19 | Informe                                         | Pts: Anderson 23 Rebs: Brown 9 Asts: Bellas 9 Val: Gillet 15, Mockevicius 15 | Palau Municipal d'Esports de Badalona Espectadors: 6626 assistents Àrbitres: Daniel Hierrezuelo, Jordi Aliaga, Vicente Martínez |  |

| 29 de febrer de 2020    | Iberostar Tenerife                                                       | '96'–92                                         | Joventut Badalona                                                      | San Cristóbal de La Laguna |  |
| 18:00 (CEST) Jornada 22 | Puntuació per quart: 18-23, 15-19, 24-16, 39-32                          | Puntuació per quart: 18-23, 15-19, 24-16, 39-32 | Puntuació per quart: 18-23, 15-19, 24-16, 39-32                        | |  |
|                         | Pts: Huertas 25 Rebs: Georgios Bogris 9 Asts: Huertas 16 Val: Huertas 33 | Informe                                         | Pts: Prepelič 32 Rebs: López-Arostegui 5 Asts: Zagars Val: Prepelič 29 | Pabellón de Deportes de Tenerife Santiago Martín Espectadors: 4749 assistents Àrbitres: José Antonio Martín, José Ramón García, Raúl Zamorano |  |

| 7 de març de 2020       | Joventut Badalona                                                   | '82–97'                                         | Unicaja Málaga                                                             | Múrcia                                           |  |
| 20:30 (CEST) Jornada 23 | Puntuació per quart: 19-20, 26-26, 18-19, 19-32                     | Puntuació per quart: 19-20, 26-26, 18-19, 19-32 | Puntuació per quart: 19-20, 26-26, 18-19, 19-32                            |                                                  |  |
|                         | Pts: Prepelič 18 Rebs: Harangody 6 Asts: Wroten 5 Val: Harangody 17 | Informe                                         | Pts: Brizuela 20 Rebs: Gerun 5, Bouteille 5 Asts: Mekel 9 Val: Brizuela 18 | Palacio de Deportes Espectadors: 4294 assistents |  |

##### Fase excepcional
| 17 de juny de 2020      | Barça                                                                      | '96'–92                                         | Joventut Badalona                                                               | València                                                                                                  |  |
| 15:30 (CEST) Jornada 24 | Puntuació per quart: 21-17, 23-13, 30-27, 22-35                            | Puntuació per quart: 21-17, 23-13, 30-27, 22-35 | Puntuació per quart: 21-17, 23-13, 30-27, 22-35                                 | |  |
|                         | Pts: Mirotic 16 Rebs: Claver 6, Ante Tomic 6 Asts: Hanga 8 Val: Mirotic 21 | Informe                                         | Pts: Morgan 21 Rebs: Omic 8 Asts: Dimitrijevic 4, Omic 4, Zagars 4 Val: Omic 21 | Pavelló Font de Sant Lluís Espectadors: 0 assistents Àrbitres: Antonio Conde, Sergio Manuel, Jordi Aliaga |  |

| 19 de juny de 2020      | RETAbet Bilbao                                                                                                   | '79–86'                                                           | Joventut Badalona                                                    | València |  |
| 15:30 (CEST) Jornada 25 | Puntuació per quart: 22-23, 23-20, 11-7, 17-23, Temps extra: 6-13                                                | Puntuació per quart: 22-23, 23-20, 11-7, 17-23, Temps extra: 6-13 | Puntuació per quart: 22-23, 23-20, 11-7, 17-23, Temps extra: 6-13    | |  |
|                         | Pts: Rousselle 18 Rebs: Cruz 7, Balvin 7 Asts: Rousselle 4, Schreiner 4, Lammers 4 Val: Rousselle 16, Lammers 16 | Informe                                                           | Pts: Prepelič 21 Rebs: Omic 12 Asts: Dimitrijevic 7 Val: Prepelič 25 | Pavelló Font de Sant Lluís Espectadors: 0 assistents Àrbitres: José Ramón García, Miguel Ángel Pérez, Luis Miguel Castillo |  |

| 21 de juny de 2020      | Joventut Badalona | '89–98'                                         | Unicaja Málaga                                                      | València |  |
| 18:30 (CEST) Jornada 26 | Puntuació per quart: 20-13, 16-26, 20-22, 33-37                                                                         | Puntuació per quart: 20-13, 16-26, 20-22, 33-37 | Puntuació per quart: 20-13, 16-26, 20-22, 33-37                     | |  |
|                         | Pts: Prepelič 26 Rebs: López-Arostegui 8, Omic 8 Asts: Dimitrijevic 3, Morgan 3, Prepelič 3, Ventura 3 Val: Prepelič 23 | Informe                                         | Pts: Bouteille 28 Rebs: Suárez 7 Asts: Guerrero 4 Val: Bouteille 29 | Pavelló Font de Sant Lluís Espectadors: 0 assistents Àrbitres: Daniel Hierrezuelo, Carlos Cortés, Juan de Dios Oyón |  |

| 23 de juny de 2020      | Iberostar Tenerife                                           | '82'–80                                         | Joventut Badalona                                               | València |  |
| 21:30 (CEST) Jornada 27 | Puntuació per quart: 18-12, 11-23, 26-15, 27-30              | Puntuació per quart: 18-12, 11-23, 26-15, 27-30 | Puntuació per quart: 18-12, 11-23, 26-15, 27-30                 | |  |
|                         | Pts: Lundberg 20 Rebs: Bogris 9 Asts: López Val: Lundberg 22 | Informe                                         | Pts: Prepelič 18 Rebs: Omic 9 Asts: Prepelič 5 Val: Prepelič 16 | Pavelló Font de Sant Lluís Espectadors: 0 assistents Àrbitres: Emilio Pérez, Rafael Serrano, Joaquín García |  |

| 25 de juny de 2020      | Joventut Badalona                                            | '76'–74                                         | Kirolbet Baskonia                                                                        | València |  |
| 15:30 (CEST) Jornada 28 | Puntuació per quart: 16-13, 23-17, 15-21, 22-23              | Puntuació per quart: 16-13, 23-17, 15-21, 22-23 | Puntuació per quart: 16-13, 23-17, 15-21, 22-23                                          | |  |
|                         | Pts: Kanter 18 Rebs: Kanter 7 Asts: Ventura 3 Val: Kanter 20 | Informe                                         | Pts: Polonara Rebs: Polonara 7 Asts: Sedekerskis 3, Granger 3, Dragic 3 Val: Polonara 21 | Pavelló Font de Sant Lluís Espectadors: 0 assistents Àrbitres: José Ramón García, Miguel Ángel Pérez, Juan de Dios Oyón |  |

### Eurocup

#### Fase de Grups

##### Sorteig
El sorteig es dugué a terme el dia 12 de juliol a les 13:15 a Barcelona. Per ubicar els equips en cada pot s'utilitzà el rànking de puntuació de l'Eurolliga que valora les actuacions dels equips en els últims 3 anys en competicions oficias d'Euroleague Basketball.
Els grups establerts foren 4 amb 6 participants cadascun
La Penya en estar situada en el Pot 4 no podia veure's les cares amb equips del seu pot ni l'Unicaja Màlaga per ser un rival de la mateixa lliga domèstica
| Equip                       |
| --------------------------- |
| Unicaja Málaga              |
| Promitheas Patras           |
| Darussafaka Tefken Istanbul |
| Lokomotiv Kuban Krasnodar   |

| Equip                             |
| --------------------------------- |
| UNICS Kazan                       |
| Maccabi Rishion LeZion            |
| Galatasaray Doga Sigorta Istanbul |
| Rytas Vilnius                     |

| Equip                       |
| --------------------------- |
| Buducnost VOLI Podgorica    |
| Cedevita Olimpija Ljubljana |
| Tofas Bursa                 |
| ratiopharm Ulm              |

| Equip                 |
| --------------------- |
| MoraBanc Andorra      |
| Joventut Badalona     |
| EWE Baskets Oldenburg |
| Limoges CSP           |

| Equip                    |
| ------------------------ |
| Partizan NIS Belgrade    |
| Dolmiti Energia Trento   |
| AS Monaco                |
| Germani Brescia Leonessa |

| Equip                    |
| ------------------------ |
| Nanterre 92              |
| Umaya Reyer Venice       |
| Segafredo Virtus Bologna |
| Asseco Arka Gdynia       |

##### Classificació final
| Equip                       | V | D | PTS+ | PTS- | +/- |
| --------------------------- | - | - | ---- | ---- | --- |
| UNICS Kazan                 | 6 | 4 | 783  | 775  | 8   |
| Germani Brescia Leonessa    | 6 | 4 | 705  | 725  | -20 |
| Darussafaka Tefken Istambul | 5 | 5 | 746  | 708  | 38  |
| Joventut Badalona           | 5 | 5 | 838  | 834  | 4   |
| Nanterre 92                 | 4 | 6 | 792  | 809  | -17 |
| Cedevita Olimpija Ljubljana | 4 | 6 | 799  | 812  | -13 |

##### Evolució de la classificació
| Jornada  | 1 | 2 | 3 | 4 | 5 | 6 | 7 | 8 | 9 | 10 |
| -------- | - | - | - | - | - | - | - | - | - | -- |
| Estadi   | V | L | L | V | L | L | V | V | L | V  |
| Resultat | P | G | G | P | G | G | P | P | G | P  |
| Posició  | 5 | 2 | 2 | 4 | 3 | 2 | 3 | 3 | 2 | 4  |

- Font: Temporada 2019-2020 del Club Joventut Badalona#Competicions
- Estadi: L=Local; V=Visitant
- Resultat: G=Guanyat; P=Perdut

El fons verd a la fila Posició indica si la posició a la classificació dona accés al TOP 16, el fons vermell indica posicions d'eliminació.

##### Partits
| 2 d'octubre de 2019    | Nanterre 92                                                 | '85'–78                                         | Joventut Badalona                                                | Nanterre                                                                                              |  |
| 20:45 (CEST) Jornada 1 | Puntuació per quart: 20–19, 25–20, 20-12, 20–27             | Puntuació per quart: 20–19, 25–20, 20-12, 20–27 | Puntuació per quart: 20–19, 25–20, 20-12, 20–27                  | |  |
|                        | Pts: Cherry 24 Rebs: Oliver 9 Asts: Cherry 9 Val: Cherry 29 | Informe                                         | Pts: Prepelič 23 Rebs: Parra 8 Asts: Prepelič 4 Val: Prepelič 20 | Maurice Thorez Espectadors: 1482 assistents Àrbitres: Elias Koromilas, Milos Koljensic, Saulius Racys |  |

| 8 d'octubre de 2019    | Joventut Badalona                                                        | '81'–68                                         | Germani Brescia Leonessa                                                       | Badalona |  |
| 20:45 (CEST) Jornada 2 | Puntuació per quart: 17–14, 18–22, 23–17, 23–15                          | Puntuació per quart: 17–14, 18–22, 23–17, 23–15 | Puntuació per quart: 17–14, 18–22, 23–17, 23–15                                | |  |
|                        | Pts: Prepelič 24 Rebs: Omic 9 Asts: Prepelič 5, Zisis 5 Val: Prepelič 25 | Informe                                         | Pts: Abass 15 Rebs: Lansdowne 5 Asts: Warner 3, Kenneth Horton 3 Val: Abass 15 | Palau Municipal d'Esports de Badalona Espectadors: 2539 assistents Àrbitres: Damir Javor, Igor Dragojevic, Vasiliki Tsaroucha |  |

| 16 d'octubre de 2019   | Joventut Badalona                                                         | '85'–82                                         | Darussafaka Tefken Istanbul                                      | Badalona |  |
| 20:45 (CEST) Jornada 3 | Puntuació per quart: 19-22, 17–16, 24–23, 25–21                           | Puntuació per quart: 19-22, 17–16, 24–23, 25–21 | Puntuació per quart: 19-22, 17–16, 24–23, 25–21                  | |  |
|                        | Pts: López-Arostegui 17 Rebs: Ventura 8 Asts: Prepelič 5 Val: Prepelič 15 | Informe                                         | Pts: Hamilton 16 Rebs: Hamilton 11 Asts: Lamb 3 Val: Hamilton 18 | Palau Municipal d'Esports de Badalona Espectadors: 2522 assistents Àrbitres: Luigi Lamonica, Rain Peerandi, Uros Nikolic |  |

| 23 d'octubre de 2019   | Unics Kazan                                                                  | '86'–74                                         | Joventut Badalona                                         | Kazan                                                                                                 |  |
| 18:30 (CEST) Jornada 4 | Puntuació per quart: 26–21, 23–12, 21–20, 16–21                              | Puntuació per quart: 26–21, 23–12, 21–20, 16–21 | Puntuació per quart: 26–21, 23–12, 21–20, 16–21           | |  |
|                        | Pts: McCollum 32 Rebs: Tyus 9 Asts: McCollum 4, Mantzaris 4 Val: McCollum 41 | Informe                                         | Pts: Prepelič 22 Rebs: Omic 13 Asts: Zisis 5 Val: Omic 35 | Basket Hall Kazan Espectadors: 2874 assistents Àrbitres: Carmelo Paternico, Amit Balak, Sinan Isguder |  |

| 29 d'octubre de 2019   | Joventut Badalona                                                | '101'–81                                        | Cedevita Olimpija Ljubljana                                                                     | Badalona |  |
| 20:45 (CEST) Jornada 5 | Puntuació per quart: 28–19, 33–22, 20-21, 20-19                  | Puntuació per quart: 28–19, 33–22, 20-21, 20-19 | Puntuació per quart: 28–19, 33–22, 20-21, 20-19                                                 | |  |
|                        | Pts: Prepelič 17 Rebs: Kanter 11 Asts: Prepelič 7 Val: Kanter 19 | Informe                                         | Pts: Miller-McIntyre 18 Rebs: Miller-McIntyre 4 Asts: Miller-McIntyre 6 Val: Miller-McIntyre 26 | Palau Municipal d'Esports de Badalona Espectadors: 2462 assistents Àrbitres: Petri Mantyla, Moritz Reiter, Eduard Udyanskyy |  |

| 6 de novembre de 2019  | Joventut Badalona                                                                         | '79'–77                                         | Nanterre 92                                                    | Badalona |  |
| 20:45 (CEST) Jornada 6 | Puntuació per quart: 16-24, 18-12, 25-28, 20-13                                           | Puntuació per quart: 16-24, 18-12, 25-28, 20-13 | Puntuació per quart: 16-24, 18-12, 25-28, 20-13                | |  |
|                        | Pts: Dimitrijevic 23 Rebs: López-Arostegui 7, Morgan 7 Asts: Zisis 6 Val: Dimitrijevic 29 | Informe                                         | Pts: Butterfield 16 Rebs: Ndoye 10 Asts: Ndoye 3 Val: Ndoye 22 | Palau Municipal d'Esports de Badalona Espectadors: 2491 assistents Àrbitres: Spiros Gkontas, Milan Nedovic, Ingus Baumanis |  |

| 13 de novembre de 2019 | Germani Brescia Leonessa                                                           | '87'–83                                         | Joventut Badalona                                            | Brescia |  |
| 20:45 (CEST) Jornada 7 | Puntuació per quart: 22-24, 30-19, 19-12, 16-28                                    | Puntuació per quart: 22-24, 30-19, 19-12, 16-28 | Puntuació per quart: 22-24, 30-19, 19-12, 16-28              | |  |
|                        | Pts: Horton 21 Rebs: Zerini 5, Vitali 5 Asts: Vitali 7, Sacchetti 7 Val: Horton 18 | Informe                                         | Pts: Omic 17 Rebs: Omic 10 Asts: Dimitrijevic 3 Val: Omic 26 | Palaleonessa A2A Espectadors: 2545 assistents Àrbitres: Joseph Bissang, Uros Obrknezevic, Hugues Thepenier |  |

| 20 de novembre de 2019 | Darussafaka Tefken Istanbul                                                 | '92'–86                                         | Joventut Badalona                                                     | Istanbul                                                                                           |  |
| 18:15 (CEST) Jornada 8 | Puntuació per quart: 21-19, 25-16, 19-19, 27-32                             | Puntuació per quart: 21-19, 25-16, 19-19, 27-32 | Puntuació per quart: 21-19, 25-16, 19-19, 27-32                       | |  |
|                        | Pts: Ozmizrak 18 Rebs: Hamilton 13 Asts: Ozmizrak 4, Guler 4 Val: Browne 21 | Informe                                         | Pts: Prepelič 30 Rebs: Morgan 5 Asts: Dimitrijevic 7 Val: Prepelič 35 | Volkswagen Arena Espectadors: 2630 assistents Àrbitres: Seffi Shemmesh, Sergio Silva, Semen Ovinov |  |

| 11 de desembre de 2019 | Joventut Badalona                                        | '90'–73                                         | UNICS Kazan                                                           | Badalona |  |
| 20:45 (CEST) Jornada 9 | Puntuació per quart: 25-17, 13-30, 24-11, 22-15          | Puntuació per quart: 25-17, 13-30, 24-11, 22-15 | Puntuació per quart: 25-17, 13-30, 24-11, 22-15                       | |  |
|                        | Pts: Prepelič 15 Rebs: Omic 8 Asts: Zisis 5 Val: Omic 18 | Informe                                         | Pts: Morgan 18 Rebs: Morgan 8, Tyus 8 Asts: McCollum 6 Val: Morgan 22 | Palau Municipal d'Esports de Badalona Espectadors: 2860 assistents Àrbitres: Ilija Belosevic, Saso Petek, Mykola Ambrosov |  |

| 18 de desembre de 2019  | Cedevita Olimpija Ljubljana                                                    | '103'–81                                        | Joventut Badalona                                                             | Ljubljana                                                                                               |  |
| 18:30 (CEST) Jornada 10 | Puntuació per quart: 19-21, 32-17, 28-24, 24-19                                | Puntuació per quart: 19-21, 32-17, 28-24, 24-19 | Puntuació per quart: 19-21, 32-17, 28-24, 24-19                               | |  |
|                         | Pts: Blazic 18 Rebs: Muric 5, Blazik 5 Asts: Miller-McIntyre 11 Val: Blazic 30 | Informe                                         | Pts: Buford 14, Prepelič 14 Rebs: Kanter 5 Asts: Zisis 5 Val: Dimitrijevic 16 | Arena Stozice Espectadors: 1301 assistents Àrbitres: Jurgis Laurinavicius, Michele Rossi, Sinan Isguder |  |

#### TOP 16

##### Classificació final
| Equip             | V | D | PTS+ | PTS- | +/- |
| ----------------- | - | - | ---- | ---- | --- |
| Unicaja Málaga    | 4 | 2 | 510  | 500  | 10  |
| Tofas Bursa       | 4 | 2 | 493  | 479  | 14  |
| Joventut Badalona | 3 | 3 | 528  | 528  | 0   |
| MoraBanc Andorra  | 1 | 5 | 497  | 521  | -24 |

##### Evolució de la classificació
| Jornada  | 1 | 2 | 3 | 4 | 5 | 6 |
| -------- | - | - | - | - | - | - |
| Estadi   | L | V | L | V | V | L |
| Resultat | G | P | G | P | P | G |
| Posició  | 1 | 3 | 3 | 3 | 3 | 3 |

- Font: Temporada 2019-2020 del Club Joventut Badalona#Competicions
- Estadi: L=Local; V=Visitant
- Resultat: G=Guanyat; P=Perdut

El fons verd a la fila Posició indica si la posició a quarts de final, el fons vermell indica posicions d'eliminació.

##### Partits
| 8 de gener de 2020     | Joventut Badalona                                                 | '90'–87                                         | MoraBanc Andorra                                            | Badalona |  |
| 20:45 (CEST) Jornada 1 | Puntuació per quart: 16–32, 20–16, 22-16, 32–23                   | Puntuació per quart: 16–32, 20–16, 22-16, 32–23 | Puntuació per quart: 16–32, 20–16, 22-16, 32–23             | |  |
|                        | Pts: Zisis 19 Rebs: Omic 11 Asts: Ventura 4, Zisis 4 Val: Omic 26 | Informe                                         | Pts: Walker 26 Rebs: Pérez 7 Asts: Hannah 10 Val: Walker 30 | Palau Municipal d'Esports de Badalona Espectadors: 2532 assistents Àrbitres: Jakub Zamojski, Clemens Fritz, Marko Juras |  |

| 14 de gener de 2020    | Unicaja Málaga                                                      | '90'–84                                         | Joventut Badalona                                                         | Màlaga                                                                                                 |  |
| 20:45 (CEST) Jornada 2 | Puntuació per quart: 22–12, 22-19, 22-23, 24–30                     | Puntuació per quart: 22–12, 22-19, 22-23, 24–30 | Puntuació per quart: 22–12, 22-19, 22-23, 24–30                           | |  |
|                        | Pts: Thompson 23 Rebs: Suárez 6 Asts: Fernández 10 Val: Thompson 27 | Informe                                         | Pts: Dimitrijevic 16 Rebs: Kanter 8 Asts: Prepelič 5 Val: Dimitrijevic 19 | Martín Carpena Espectadors: 5519 assistents Àrbitres: Petros Papapetrou, Milos Koljensic, Uros Nikolic |  |

| 22 de gener de 2020    | Joventut Badalona                                                          | '88'–84                                         | Tofas Bursa                                                 | Barcelona                                                                                              |  |
| 20:45 (CEST) Jornada 3 | Puntuació per quart: 21-24, 18–24, 28–20, 21–16                            | Puntuació per quart: 21-24, 18–24, 28–20, 21–16 | Puntuació per quart: 21-24, 18–24, 28–20, 21–16             | |  |
|                        | Pts: Prepelič 37 Rebs: López-Arostegui 6 Asts: Prepelič 7 Val: Prepelič 45 | Informe                                         | Pts: Mejia 20 Rebs: Williams 7 Asts: Ugurlu 7 Val: Mejia 34 | Palau Blaugrana Espectadors: 1221 assistents Àrbitres: Petri Mantyla, Mario Majkic, Vasiliki Tsaroucha |  |

| 23 d'octubre de 2019   | Tofas Bursa                                                                 | '91'–76                                         | Joventut Badalona                                                                                            | Bursa                                                                                                   |  |
| 18:00 (CEST) Jornada 4 | Puntuació per quart: 17–15, 29–13, 22–22, 23–26                             | Puntuació per quart: 17–15, 29–13, 22–22, 23–26 | Puntuació per quart: 17–15, 29–13, 22–22, 23–26                                                              | |  |
|                        | Pts: Brown 20, Williams 20 Rebs: Williams 9 Asts: Ermis 13 Val: Williams 30 | Informe                                         | Pts: Dimitrijevic 15 Rebs: López-Arostegui 5, Harangody 5 Asts: Dimitrijevic 6, Prepelič 6 Val: Harangody 18 | Tofas Spor Salonu Espectadors: 5495 assistents Àrbitres: Spiros Gkontas. Sergio Silva, Sebastien Clivaz |  |

| 4 de febrer de 2020    | MoraBanc Andorra                                                            | '90'–89                                         | Joventut Badalona                                                    | Andorra la Vella                                                                                           |  |
| 20:00 (CEST) Jornada 5 | Puntuació per quart: 24-26, 23–22, 21-20, 22-22                             | Puntuació per quart: 24-26, 23–22, 21-20, 22-22 | Puntuació per quart: 24-26, 23–22, 21-20, 22-22                      | |  |
|                        | Pts: Todorovic 15, Diagne 15 Rebs: Pérez 7 Asts: Hannah 6 Val: Todorovic 21 | Informe                                         | Pts: Prepelič 22 Rebs: Omic 10 Asts: Dimitrijevic 6 Val: Prepelič 19 | Poliesportiu d'Andorra Espectadors: 1790 assistents Àrbitres: Milivoje Jovcic, Anne Panther, Sinan Isguder |  |

| 4 de març de 2020      | Joventut Badalona                                                                       | '101'–86                                        | Unicaja Málaga                                                                          | Badalona |  |
| 20:45 (CEST) Jornada 6 | Puntuació per quart: 17-16, 20-23, 30-31, 34-16                                         | Puntuació per quart: 17-16, 20-23, 30-31, 34-16 | Puntuació per quart: 17-16, 20-23, 30-31, 34-16                                         | |  |
|                        | Pts: López-Arostegui 20 Rebs: Parra 8 Asts: Dimitrijevic 5, Prepelič 5 Val: Prepelič 21 | Informe                                         | Pts: Brizuela 23 Rebs: Thompson 5 Asts: Thompson 3, Brizuela 3, Ejim 3 Val: Brizuela 19 | Palau Municipal d'Esports de Badalona Espectadors: 1653 assistents Àrbitres: Matej Boltauzer, Josip Radojkovic, Nick Van Den Broeck |  |